# Адольф I (граф в Кельдахгау)
Адольф I (нем. Adolf I von Keldachgau; ум. в 1041) — граф в Кельдахгау с 996 года, фогт в Дойце, из династии Эццоненов.
Адольф был третьим сыном пфальцграфа Лотарингии Германа I Малого (929—996) и Хельвиги фон Диллинген. По смерти своего отца (996) он стал графом в Кельдехгау (часть нынешнего Дюссельдорфа и района Меттман).
В 1040 году после смерти брата Германа II получил в управление (фогт) Дойц.

## Дети
- Герман ІІІ (ок. 995—1056), фогт в Дойце с 1046, в Санкт-Северине (Кёльн) с 1047, в Вердене с 1052
- Адольф II (ок. 997—1041), граф в Кельдахгау, фогт в Дойце в 1041
- Эренфрид (ок. 1000—после 1041), декан церкви Санкт-Северин (Кёльн)